# Валентин Урсаче
Валентин Урсаче (рум. Valentin Ursache; 12. август 1985) професионални је рагбиста и румунски репрезентативац, који тренутно игра за француски тим Ојонакс. Висок је 193 цм, тежак је 112 кг и игра у другој линији скрама. Од 2005. до 2011. играо је за екипу Стеауа Букурешт (13 утакмица, 1 есеј), од 2010. до 2012. за Провинс рагби (65 утакмица, 25 поена), а лета 2012. потписао је за Ојонакс, за који је до сада одиграо 68 утакмица и постигао 20 поена. За национални тим Румуније је дебитовао 26. јуна 2004. против Италије. Боје Румуније до сада је бранио 63 пута и постигао је 4 есеја за своју земљу. Играо је на 3 светска првенства.